# Eishockey-Weltmeisterschaft der Frauen 1994
Die Eishockey-Weltmeisterschaft der Frauen 1994 war die dritte Austragung dieses Wettbewerbs. Das WM-Turnier fand vom 11. bis zum 17. April in Lake Placid in den USA statt. Kanada gewann seine dritte Weltmeisterschaft.

## Teilnehmer und Qualifikation
Qualifiziert waren Gastgeber USA, Titelverteidiger Kanada, die fünf besten Teams der Eishockey-Europameisterschaft 1993, und ein Vertreter des Fernen Ostens, der in einer Qualifikationsrunde ermittelt wurde.

### Asien-Qualifikation
In der Asienqualifikation standen sich China und Japan gegenüber.
| 11. März 1994 | Japan | 2:6 (0:2, 1:1, 1:3) | China | Obihiro-no-Mori Arena, Obihiro |

| 12. März 1994 | Japan | 1:7 (1:4, 0:0, 0:3) | China | Obihiro-no-Mori Arena, Obihiro |

### Teilnehmer
- Volksrepublik China
- Deutschland (4. EM)
- Finnland (Europameister)
- Kanada (Titelverteidiger)
- Norwegen (3. EM)
- Schweden (2. EM)
- Schweiz (5. EM)
- USA (Gastgeber)

## Vorrunde

### Gruppe A
| 11. April 1994 14:00 Uhr | Schweden | 3:1 (1:1, 2:0, 1:0) | Norwegen | Olympic Center, Lake Placid |

| 11. April 1994 16:00 Uhr | Kanada | 7:1 (3:0, 2:1, 2:0) | Volksrepublik China | Olympic Stadium, Lake Placid |

| 12. April 1994 15:00 Uhr | Schweden | 4:4 (2:0, 2:1, 0:3) | Volksrepublik China | Olympic Stadium, Lake Placid |

| 12. April 1994 19:00 Uhr | Norwegen | 0:12 (0:5, 0:5, 0:2) | Kanada | Olympic Stadium, Lake Placid |

| 14. April 1994 15:00 | Kanada | 8 : 2 (3:0, 1:2, 4:0) | Schweden | Olympic Stadium, Lake Placid |

| 14. April 1994 16:00 | Volksrepublik China | 8 : 1 (2:0, 2:0, 4:1) | Norwegen | Olympic Center, Lake Placid |

| Spiele      | CAN  | CHN | SWE | NOR  | Tore  | Pkt. |
| ----------- | ---- | --- | --- | ---- | ----- | ---- |
| 1. Kanada   |      | 7:1 | 8:2 | 12:0 | 27: 3 | 6:0  |
| 2. China    | 1:7  |     | 4:4 | 8:1  | 13:12 | 3:3  |
| 3. Schweden | 2:8  | 4:4 |     | 3:1  | 9:13  | 3:3  |
| 4. Norwegen | 0:12 | 1:8 | 1:3 |      | 2:23  | 0:6  |

| Spiele         | USA  | FIN  | SUI  | GER  | Tore  | Pkt. |
| -------------- | ---- | ---- | ---- | ---- | ----- | ---- |
| 1. USA         |      | 2:1  | 6:0  | 16:0 | 24: 1 | 6:0  |
| 2. Finnland    | 1:2  |      | 13:0 | 17:1 | 31: 3 | 4:2  |
| 3. Schweiz     | 0:6  | 0:13 |      | 2:1  | 2:20  | 2:4  |
| 4. Deutschland | 0:16 | 1:17 | 1:2  |      | 2:35  | 0:6  |

## Platzierungsspiele um die Plätze 5–8
| 1. Runde         |             |          |   |             |                   |
| 16. April 1994   | Lake Placid | Schweden | – | Deutschland | 7:1 (0:0,4:1,3:0) |
| 16. April 1994   | Lake Placid | Schweiz  | – | Norwegen    | 4:7 (2:2,0:1,2:4) |
|                  |             |          |   |             |                   |
| Spiel um Platz 7 |             |          |   |             |                   |
| 17. April 1994   | Lake Placid | Schweiz  | – | Deutschland | 4:3 (2:2,2:1,0:0) |
|                  |             |          |   |             |                   |
| Spiel um Platz 5 |             |          |   |             |                   |
| 17. April 1994   | Lake Placid | Schweden | – | Norwegen    | 6:3 (2:0,0:2,4:1) |

## Play-offs
| Halbfinale       |             |          |   |          |                    |
| 15. April 1994   | Lake Placid | USA      | – | China    | 14:3 (7:0,2:2,5:1) |
| 15. April 1994   | Lake Placid | Kanada   | – | Finnland | 4:1 (1:1,2:0,1:0)  |
|                  |             |          |   |          |                    |
| Spiel um Platz 3 |             |          |   |          |                    |
| 17. April 1994   | Lake Placid | Finnland | – | China    | 8:1 (5:0,1:0,2:1)  |
|                  |             |          |   |          |                    |
| Finale           |             |          |   |          |                    |
| 17. April 1994   | Lake Placid | USA      | – | Kanada   | 3:6 (1:0,1:3,1:3)  |

## Abschlussplatzierung
| Pl. | Team                |
| --- | ------------------- |
| 1   | Kanada              |
| 2   | USA                 |
| 3   | Finnland            |
| 4   | Volksrepublik China |
| 5   | Schweden            |
| 6   | Norwegen            |
| 7   | Schweiz             |
| 8   | Deutschland         |

## Meistermannschaften
| Weltmeister Kanada | Thérèse Brisson, Cassie Campbell, Judy Diduck, Nancy Drolet, Merianne Grnak, Danielle Goyette, Geraldine Heaney, Andria Hunter, Angela James, Laura Leslie, Karen Nystrom, Margot Page, Nathalie Picard, Cheryl Pounder, Lesley Reddon, Manon Rhéaume, Jane Robinson, France St.-Louis, Hayley Wickenheiser, Stacy Wilson Trainerstab: Les Lawton, Shannon Miller, Melody Davidson |
| Silber USA         | Chris Bailey, Beth Beagan, Stephanie Boyd, Lisa Brown, Karyn Bye, Colleen Coyne, Cindy Curley, Shawna Davidson, Michele DiFronzo, Kelly Dyer, Cammi Granato, Shelley Looney, Sue Merz, Vicki Movsessian, Kelly O’Leary, Stephanie O’Sullivan, Jeanine Sobek, Gretchen Ulion, Erin Whitten, Sandra Whyte Trainer: Karen Kay                                                         |
| Bronze Finnland    | Kati Ahonen, Sari Fisk, Anne Haanpää, Päivi Halonen, Kirsi Hirvonen, Satu Huotari, Kirsi Hänninen, Marianne Ihalainen, Johanna Ikonen, Sari Krooks, Katja Lavonius, Marika Lehtimäki, Katri-Helena Luomajoki, Rose Matilainen, Riikka Nieminen, Susan Reima, Tiia Reima, Liisa-Maria Sneck, Hanna Teerijoki, Petra Vaarakallio Trainer: Jorma Valtonen                             |

## Auszeichnungen

### Beste Scorer
Quelle: whockey.com
Abkürzungen: Sp = Spiele, T = Tore, V = Assists, Pkt = Punkte; Fett: Turnierbestwert
| Spieler              | Mannschaft          | Sp | T | V | Pkt |
| -------------------- | ------------------- | -- | - | - | --- |
| Riikka Nieminen      | Finnland            | 5  | 4 | 9 | 13  |
| Danielle Goyette     | Kanada              | 5  | 9 | 3 | 12  |
| Karyn Bye            | USA                 | 5  | 6 | 6 | 12  |
| Cammi Granato        | USA                 | 5  | 5 | 7 | 12  |
| Liu Hongmei          | Volksrepublik China | 5  | 8 | 3 | 11  |
| Tiia Reima           | Finnland            | 5  | 7 | 4 | 11  |
| Sari Krooks          | Finnland            | 5  | 3 | 7 | 10  |
| Stephanie O’Sullivan | USA                 | 5  | 3 | 7 | 10  |
| Hanna Terrijoki      | Finnland            | 5  | 5 | 4 | 9   |
| Gretchen Ulion       | USA                 | 5  | 5 | 4 | 9   |

### Beste Torhüter
Torhüter mit min. 40 % der Eiszeit; Abkürzungen: Sp = Spiele, Min = Eiszeit (in Minuten), GT = Gegentore, SaT= Schüsse aufs Tore, Sv% = gehaltene Schüsse (in %), GTS = Gegentorschnitt; Fett: Turnierbestwert
| Spieler           | Mannschaft | Sp | Min | GT | SaT | Sv%   | GTS  |
| ----------------- | ---------- | -- | --- | -- | --- | ----- | ---- |
| Liisa-Maria Sneck | Finnland   | 4  | 220 | 7  | 85  | 91,8  | 1,91 |
| Kelly Dyer        | USA        | 2  | 129 | 3  | 24  | 87,5  | 1,50 |
| Manon Rhéaume     | Kanada     | 4  | 209 | 6  | 44  | 86,4  | 1,72 |
| Patricia Sautter  | Schweiz    | 3  | 180 | 10 | 139 | 92,8  | 3,33 |
| Erin Whitten      | USA        | 3  | 180 | 7  | 52  | 86,4  | 2,33 |
| Annica Åhlén      | Schweden   | 5  | 300 | 17 | 157 | 89,2  | 3,40 |
| Kari Fjellhammer  | Norwegen   | 4  | 226 | 22 | 120 | 81,67 | 5,83 |
| Guo Hong          | China      | 5  | 260 | 27 | 146 | 81,5  | 6,23 |

## Spielertrophäen
- Torhüter: Erin Whitten (USA)
- Verteidiger: Geraldine Heaney (Kanada)
- Stürmer: Riikka Nieminen (Finnland)[2]

All-Star-Team
Manon Rhéaume (CAN) ; Thérèse Brisson (CAN) – Kelly O’Leiry (USA) ; Danielle Goyette (CAN) – Riikka Nieminen (FIN) – Karyn Bye (USA)